# Joanna Maranhão
Joanna Maranhao, (29 d'abril de 1987) és una esportista brasilera de l'especialitat de natació que va ser campiona sud-americana a Medellín 2010.

## Trajectòria
La trajectòria esportiva de Joanna Maranhao s'identifica per la seva participació en els següents esdeveniments nacionals i internacionals.

### Jocs Sud-americans
Va ser reconeguda el seu triomf en ser el tercer esportista amb el major nombre de medalles de la selecció de  Brasil en els jocs de Medellín 2010.
 A més en la mateixa edició dels Jocs Sud-americans va sobrepassar la marca als Jocs en l'estil individual Mixt 200m Dones i individual Mixt 400m Dones amb una marca de 02:17.07 i 04:52.84 respectivament.

#### Jocs Sud-americans de Medellín 2010
El seu acompliment en la novena edició dels jocs, es va identificar per ser la novena esportista amb el major nombre de medalles entre tots els participants de l'esdeveniment, amb un total de 6 medalles:

- , Medalla d'or: Natació 400m Estil Lliure Dones
- , Medalla d'or: Natació 200m Papallona Dones
- , Medalla d'or: Natació Combinat Individual 200m Dones
- , Medalla d'or: Natació Combinat Individual 400m Dones
- , Medalla d'or: Natació 4x200m Relleu Lliure Dones
- , Medalla de bronze: Natació Lliure 800m Dones